# みやこ音楽祭
みやこ音楽祭（みやこおんがくさい）とは、京都大学西部講堂ではじまった学生主催による音楽イベントである。
2008年開催の5回目以降は、西部講堂から場所を移し、昼の部はKBSホール、夜の部はCLUB METROにて行われている。

## 概要
様々な文化を生み出す土地「京都」をキーワードに、「京都の音楽を全国に向け発信。同時に京都の人々がなかなか聴くことの出来ない音楽も楽しんでもらおう」を通年のコンセプトとして掲げ、企画・運営の全てを学生の有志で行っている。学生たちのアイデアで始まり、ゼロから手作りで形にする冬の音楽フェスの代名詞。
くるりの岸田繁も企画・運営に参加したりしているが、基本的には、学生が中心になって完全手作りで行われている。
2004年から始まり、2009年で6回目を迎えた。2006年には「みやこ音楽祭-東京編-」も開催され、盛り上がりを見せた。同年11月には岸田繁がプロデュースを手がけ、京都で活躍するバンドの曲を集めたコンピレーションアルバム「みやこ音楽」が発売されている。

## 沿革
1. 第1回
場所:京大西部講堂
日程:2004年12月4日
出演者:くるり／矢野顕子／ZAZEN BOYS／rei harakami／遠藤賢司／湯川トーベン／つじあやの／サワサキヨシヒロ!／KAGAMI／キセル／無戒秀徳&岸田繁／Lucky Lips／股豪
2. 第2回
場所:京大西部講堂・CLUB METRO
日程:2005年12月3日～12月4日
出演者:矢野顕子／rei harakami／仲村奈月／髭（HiGE）／片山ブレイカーズ＆ザ★ロケンローパーティー／左近誠道／Theかまどうま／エレクトリック・カマドウマ／RYUKYUDISKO／小山内信介／MAMEZUKA／PAYDAYS／KITAGAWA／NACKY／くるり／フジファブリック／向井秀徳／KAGAMI／Lucky Lips／ピザルブルース
3. 第3回
場所:京大西部講堂
日程:2006年12月2日～12月3日
出演者:Lucky Lips／チャットモンチー／矢野顕子／弾き語りYO-KING／soul of どんと／NYLON／AUX／少年ナイフ／ゆーきゃん meets あらかじめ決められた恋人たちへ／SAKEROCK／ふちがみとふなと／怒髪天／Limited Express (has gone?)／木村カエラ／くるり／野獣／audio safari／オーサカ=モノレール／CHAINS／キセル／ロボピッチャー
4. 第4回
場所:京大西部講堂・CLUB METRO
日程:2007年12月1日～12月2日
出演者:くるり／yanokami／Lucky Lips／audio safari／3/4GUMBOS／ハンバートハンバート／bloodthirsty butchers／□□□／ザ・サイクロンズ／ロボピッチャー／ははの気まぐれ／夜酔リョウタロウバンド／ビザルブルース／つじあやの／HALCALI／ママスタジヲ／ゆーきゃん meets あらかじめ決められた恋人達へ／小堺彰夫／the ARROWS／ミズモトアキラ ／JunHayashi
5. 第5回
場所:京都FANJ・MOJO WEST
日程:2008年12月6日～12月7日
出演者:片山ブレイカーズ＆ザ☆ロケンローパーティー／のあのわ／ふちがみとふなと／セカイイチ／MASS OF THE FERMENTING DREGS／トクマルシューゴトリオ／Jim O'Rouke／きしだしげる／rei harakami／ザ・ドクロズ／sleepy ab.／Lucky Lips／te'／キセル／mama!milk 'Fragrance of Notes' ensemble／騒音寺／くるり
おとぎ話／ゆーきゃん／RUFUS／audio safari／クリトリック・リス／スーパーノア／佐藤征史 from くるり／BANK ROBBER★★／上田修平 a.k.a. RUFUS／岩崎慎 a.k.a. METON MILK／DJJJ with JacksonZ／和車-wakuruma-
6. 第6回
場所:KBSホール・CLUB METRO
日程:2009年12月5日～12月6日
出演者:空中ループ／toddle／Buffalo Daughter／mools／世武裕子／＋/－／奥田民生／ZAZEN BOYS／Lucky Lips／スーパーノア／rei harakami／Limited Express (has gone?)／あらかじめ決められた恋人たちへ／フジファブリック／くるり
MASS OF THE FERMENTING DREGS／埋火／audio safari／HOSOME／イルリメ／神聖かまってちゃん／ゆーきゃん×西村道男／岩崎慎 (METON MILK)／西村道男／佐藤征史(くるり)／松石ゲル(ザ・シロップ)／Dorian／クリトリック・リス
7. 第7回
場所:KBSホール・CLUB METRO
日程:2010年12月4日～12月5日
出演者:Lainy J Groove／OKAMOTO'S／FLUID／嘉門達夫／きしだしげる／SCOOBIE DO／Cocco／スチャダラパー／TRIP MEN／ラキタ／井上陽介 (Turntable Films)／片山尚志(片山ブレイカーズ＆ザ☆ロケンローパーティ)／ザ・ドクロズ / 片山ブレイカーズ＆ザ☆ロケンローパーティ／neco眠る／CRACKS&RABBITS／ハンバートハンバート／サニーデイ・サービス／くるり／吉田省念とファンファン／クリトリック・リス／森島映 (AUX)／キツネの嫁入り／SEBASTIAN X／OORUTAICHI／イルリメ／ドラびでお／シグナレス／dj colaboy／okadada／SHINCO(スチャダラパー)／kinki kikki／ヒサシ the KID×西村道男／DeeJayおしゃれ

## アルバム
1. みやこ音楽（2006年11月22日）NOISE McCARTNEY RECORDS
  1. 橋の下（Rosa Luxemburg）
  2. Karasu On My Shoulder（騒音寺）
  3. 東京タワー（ママスタジヲ）
  4. 生け贄のjesus Child（Limited Express (has gone?)）
  5. たった2つの冴えたやり方（ロボピッチャー）
  6. 紅い女（CHAINS）
  7. ハナレバナレ（キセル）
  8. 僕らは電気の原始人（Bad Stuff）
  9. わかってくれない（Lucky Lips）Produced by 岸田繁
  10. それだけ（奥田昌也）
  11. 帽子に注意!（ふちがみとふなと）
  12. 五月の海（くるり）
  13. シャボン玉飛ばない（風博士）
  14. After You Drew The Line（Audio Safari）